# Oude IJsselstreek

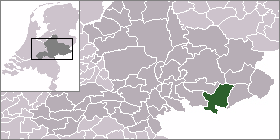
Oude IJsselstreeks läge

Oude IJsselstreek är en kommun i provinsen Gelderland i Nederländerna. Kommunens totala area är 137,86 km² (där 1,40 km² är vatten) och invånarantalet är på 40 356 invånare (2005).